# Балликлер Комрадс
«Балликлер Комрадс» (англ. Ballyclare Comrades FC) — североирландский футбольный клуб из города Балликлер, в графстве Антрим. В 2006 году клуб вылетел во Второй дивизион Северной Ирландии, заняв 11-е место в Первом дивизионе сезона 2005/06. Но уже в следующем сезоне «Комрадс» заняли первое место во Втором дивизионе и вернулись в Первый дивизион.

## Достижения
- Чемпионшип
  - Победитель: 1960/61, 1962/63, 1973/74, 1977/78, 1979/80, 1988/89
- Второй Чемпионшип
  - Победитель: 2006/07
- Межрегиональный кубок
  - Обладатель (9): 1925/26, 1949/50, 1950/51, 1953/54, 1959/60, 1960/61, 1962/63, 1963/64, 1989/90
- Межрегиональный кубок вызова
  - Обладатель (9): 1983/84, 1988/89
- Кубок Ольстера
  - Обладатель: 1997/98
- Кубок Сима Мелони
  - Обладатель (4): 1955/56, 1960/61, 1962/63, 1993/94
- Кубок Кларенса
  - Обладатель (3): 1980/81, 1982/83, 1983/84
- Кубок Steel & Sons
  - Обладатель (6): 1943/44, 1960/61, 1974/75, 1981/82, 1984/85, 1986/87